# Monitoringsystem und Transferplattform Radikalisierung

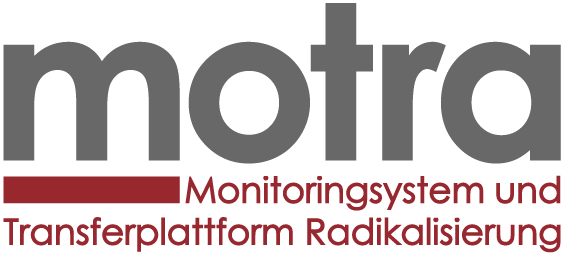
MOTRA Logo

Der Forschungsverbund Monitoringsystem und Transferplattform Radikalisierung (MOTRA) ist ein vom Bundesministerium für Bildung und Forschung (BMBF), dem Bundesministerium des Innern und für Heimat (BMI) sowie dem Bundesministerium für Familie, Senioren, Frauen und Jugend (BMFSFJ) gefördertes Projekt, das aktuelle Entwicklungen im Bereich Radikalisierung und Extremismus beobachtet und einschätzt. Der Verbund ist als interdisziplinäres Netzwerk angelegt, das einerseits einen durch eigene Forschung auf verschiedenen Ebenen radikale und extreme Diskurse sowie Einstellungen und Handlungen in Deutschland analysiert und andererseits als Plattform für den Forschungsaustausch im deutschsprachigen Raum dient. MOTRA entstand ursprünglich im Rahmen der Einrichtung eines Spitzenforschungsclusters zur Früherkennung, Prävention und Bekämpfung von Islamismus, das Forschungsvorhaben wurde aber so konzipiert, dass auch andere Formen von politisch sowie religiös motiviertem Extremismus untersucht werden können.

## Aufgaben und Zielsetzungen
Der Forschungsverbund wird von der Forschungs- und Beratungsstelle Terrorismus/Extremismus (FTE) des Bundeskriminalamts (BKA) koordiniert. Weitere Verbundpartner sind das Wissenschaftszentrum Berlin für Sozialforschung (WZB), die Universität Hamburg (UHH), das Karlsruher Institut für Technologie (KIT), die Kriminologische Zentralstelle (KrimZ), die Ludwig-Maximilians-Universität München (LMU), die Berghof Foundation, die Hochschule Fresenius (HSF) und das German Institute for Global and Area Studies (GIGA).
MOTRA verfolgt zwei zentrale Zielsetzungen:
1. Aufbau eines Monitoringsystems: Basierend auf den Expertisen der teilnehmenden Forschungsinstitute beobachtet und analysiert MOTRA kontinuierlich das Radikalisierungsgeschehen in Deutschland anhand verschiedener methodischer Herangehensweisen. Diese Beobachtungen umfassen politische wie auch religiös motivierte Radikalisierungsprozesse, um Entwicklungen frühzeitig erkennen und Veränderungen im radikalen Spektrum dokumentieren zu können.
2. Wissenstransfer: MOTRA agiert als Plattform für den Wissenstransfer zwischen Forschung, Praxis und Politik. Der Verbund soll den Austausch relevanter Erkenntnisse zum Radikalisierungsgeschehen und zur Radikalisierungsprävention in Deutschland fördern. Dazu erscheinen neben wissenschaftlichen Publikationen und Berichten auch niedrigschwellige Veröffentlichungen, die sich direkt an Akteure aus Politik und Praxis wenden. Zusätzlich bündelt eine jährlich in Wiesbaden stattfindende MOTRA Konferenz aktuelle Forschungsergebnisse innerhalb und außerhalb des Verbunds.

## Verbundpartner und Forschungsschwerpunkte
MOTRA untersucht Radikalisierung auf drei zentralen Ebenen, die durch verschiedene Querschnittsmodule flankiert werden. Die an dem Forschungsverbund beteiligten Institute sind über ganz Deutschland verteilt und gewährleisten eine interdisziplinäre Abdeckung des Forschungsvorhabens:
- Internetmonitoring (Diskursebene) – durchgeführt durch das Institut für Kommunikationswissenschaft (IFKW) der LMU: Fokus auf Radikalisierungsprozesse in digitalen Räumen und deren Wechselwirkungen mit Ereignissen außerhalb des digitalen Raums.
- Einstellungsbefragungen     (Einstellungsebene) – durchgeführt durch das Institut für Kriminologie der UHH: Untersuchung der Verbreitung demokratiedistanter und extremismusaffiner Einstellungen in Deutschland durch wiederholte repräsentative Befragungen der erwachsenen Wohnbevölkerung in Deutschland. Ergänzend werden auch Befragungen junger Menschen (16 bis 21 Jahre) sowie kurzfristige Befragungen zu internationalen Ereignissen durchgeführt.
- Protestmonitoring (Verhaltensebene) – durchgeführt durch das WZB: Analyse von Radikalisierungsdynamiken und Protestformen mit Blick auf islamistische, rechte und linke Mobilisierung.
- Kriminal-/Wirtschafts-/Sozialstatistiken (Verhaltensebene) – durchgeführt durch die FTE des BKA: Analyse von kriminologischen und sozialen Daten zur Kontextualisierung der Radikalisierungsprozesse.
- Expertenpanels (Querschnittsmodul) – durchgeführt durch die Berghof Foundation: Organisation nationaler und regionaler Panels zur Einbeziehung von Praxisexperten und -expertinnen, besonders aus dem Bereich der Prävention.
- Fall-/Strafaktenanalyse (Querschnittsmodul) – durchgeführt durch die KrimZ: Analyse von Strafakten, insbesondere zu islamistisch motivierten Straftaten, aber auch anderen extremistischen Phänomenen.
- Technologiemonitoring (Querschnittsmodul) – durchgeführt durch das Institute for Technology Assessment and Systems Analysis (ITAS) am KIT: Erforschung technologischer Einflüsse auf Radikalisierung und Extremismus, insbesondere im Hinblick auf Sicherheits- und Überwachungstechnologien.
- Internationale Entwicklungen (Querschnittsmodul) – durchgeführt durch das GIGA: Untersuchung des Einflusses internationaler Konflikte, wie dem Israel-Gaza-Konflikt, auf Radikalisierung in Deutschland.
- Kommunalmonitoring (KoMo) (Querschnittsmodul) – durchgeführt durch die Forschungsstelle Terrorismus/Extremismus des BKA in Kooperation mit dem Deutschen Städtetag, Deutschen Landkreistag und weiteren Akteuren: Beobachtung von Hass und Gewalt gegenüber kommunalen Amtsträgern durch halbjährliche Befragungen.

## Transferpartner
MOTRA kooperiert mit einer Reihe von Transferpartnern, die den Austausch zwischen Forschung, Praxis und Politik fördern. Dazu gehören u. a. die Bundesarbeitsgemeinschaft religiös begründeter Extremismus (BAG RelEx), das Bundesamt für Migration und Flüchtlinge (BAMF), das Bundesamt für Verfassungsschutz (BfV), der Deutsche Präventionstag (DPT) und die Deutsche Gesellschaft für Internationale Zusammenarbeit (GIZ).

## Aktivitäten und Publikationen
MOTRA veröffentlicht jährlich den Sammelband MOTRA-Monitor, in dem ein umfassender Überblick zum aktuellen Radikalisierungsgeschehen in Deutschland sowie Erkenntnisse und Trends aus dem Forschungsvorhaben berichtet werden soll. Weiterhin erscheinen regelmäßig MOTRA-Spotlights, in denen in Kurzform Zwischenergebnisse und aktuelle Themen aus der Radikalisierungsforschung vorgestellt werden. Jährlich findet zudem die MOTRA-Konferenz (MOTRA-K) in den Räumlichkeiten der Hochschule Fresenius in Wiesbaden statt, die einen Austausch zwischen Akteuren aus Wissenschaft, Politik und Praxis fördern soll.
Des Weiteren sind Wissenschaftler und Wissenschaftlerinnen aus dem Forschungsverbund wiederholt in öffentlichen Debatten und Berichterstattung als Experten in Erscheinung getreten. Dabei ging es u. a. um Themen wie die Corona-, Klima- und Bauernproteste in den letzten Jahren sowie die gesteigerte Gewaltbereitschaft gegenüber lokalen Amts- und Mandatsträgern.